# Phalanta madagascariensis
Phalanta madagascariensis is een vlinder uit de familie Nymphalidae. De wetenschappelijke naam is gepubliceerd in 1887 door Paul Mabille.